# Bitale
Bitale è una circoscrizione rurale (rural ward) della Tanzania situata nel distretto rurale di Kigoma, regione di Kigoma. Conta una popolazione di 20 425 abitanti (censimento 2012).